# Ulrichskirchen-Schleinbach
Ulrichskirchen-Schleinbach est une commune autrichienne du district de Mistelbach en Basse-Autriche.